# 朱辉照
朱辉照（1912年1月9日—1964年4月17日），中国人民解放军空军中将，江西省莲花县人，1955年获一级八一勋章、一级独立自由勋章、一级解放勋章。